# باسل ناصر
باسل عبد الرحمن حسن ناصر أو باسل الكفارنة (أبو العبد؛ 16 فبراير 1966–20 يناير 2025) أستاذ جامعي فلسطيني، شغل منذ مارس 2024 وحتى يناير 2025 منصب وزير دولة لشؤون الإغاثة ضمن حكومة محمد مصطفى.

## حياته
وُلد في مخيم جباليا للاجئين الفلسطينيين شمال قطاع غزة في 16 فبراير 1966. تلقى تعليمه الأساسي في مدرسة بيت حانون الابتدائية المشتركة للاجئين، والتعليم الإعدادي في مدرسة ذكور بيت حانون، وحصل على شهادة الدراسة الثانوية العامة من مدرسة الفالوجا الثانوية للبنين في جباليا عام 1984.
حصل على درجة البكالوريوس في إدارة الأعمال من الجامعة الإسلامية في غزة عام 1990. وحصل على درجة الماجستير في إدارة وتنفيذ مشروعات تنموية من جامعة مانشستر في بريطانيا عام 1993.
كان والده مطاردًا من الاحتلال الإسرائيلي في عقد 1960. اعتقل باسل ناصر احترازيًا خلال الانتفاضة الفلسطينية الأولى، ونتيجة لاعتقاله وإغلاق الجامعة فقد تأخر تخرجه من الجامعة الإسلامية لعامين.
قُصف منزله خلال الحرب الإسرائيلية على قطاع غزة عام 2014.

## مناصبه
عمل باسل ناصر في مواقع عدة أبرزها كونه مديرًا لمشروع برنامج غزة النفسي بين عامي 1994 و1995. ومديرًا لمكتب برنامج الأمم المتحدة الإنمائي (UNDP) في قطاع غزة بين عامي (2015 – 2019).
كان عضوًا في مجلس إدارة نادي بيت حانون الأهلي عام 1993، وعضوًا في الهيئة التأسيسية لجمعية الإداريين الفلسطينيين عام 1995، وعضوًا في جمعية الاقتصاديين الفلسطينيين، وعضوًا في مجلس أمناء جامعة الإسراء، وعضوًا في مجلس إدارة نادي غزة الرياضي، وأميناً لسر مجلس أمناء جمعية الحق في الحياة، وأميناً لسر مجلس إدارة الجمعية أيضاً، وعضو في مجلس أمناء الهيئة الدولية لإعمار فلسطين.

### وزير دولة لشؤون الإغاثة
في 28 مارس 2024، اعتمد الرئيس محمود عباس التشكيلة الوزارية للحكومة الفلسطينية التاسعة عشرة التي يرأسها محمد مصطفى ومنحها الثقة. في 31 مارس 2024، أدى ناصر اليمين القانونية عن بُعد وزير دولة لشؤون الإغاثة.
عدل الرئيس الفلسطيني محمود عباس مرسوم إنشاء الوكالة الفلسطينية للتعاون الدولي رقم (9) لسنة 2016 في 11 يونيو 2024، مضيفًا مجلس إدارة للوكالة. لاحقًا أصدر القرار رقم (51) لسنة 2024 وعينه عضوًا في المجلس ابتداءً من 23 يونيو 2024.

## مؤلفاته
يكتب المقالات وله مؤلفات منها :
- رواية بقايا امرأة، 2006م.
- رواية سباعية الوجهين، 2015م.

## وفاته
تُوفي مساء يوم الاثنين الموافق 20 يناير 2025 في العاصمة الأردنية عمّان نتيجة لمضاعفات ما بعد إجراء عملية قلب مفتوح له. ودُفن يوم الثلاثاء الموافق 21 يناير 2025 في مقبرة سحاب.

## الحياة الشخصية
باسل ناصر كان متزوجًا وله 7 أبناء ويقيمون في كندا.